# مكعبا تشرنهاوسن

مكعبي تشرنهاوسن من اجل

في الهندسة، مكعبيّ تشرنهاوسن هو منحنى جبري معرف بالمعادلة الآتية
{\displaystyle .r=a\sec ^{3}(\theta /3)}
حيث sec (القاطع) هي الدالة العكسية لـلدالة cosinus

## التاريـخ
لقد تم دراسة هذا المنحنى من طرف العلماء تشرنهاوسن ولوبيتال وكاتالان